# بني هيب
بني هيب هي إحدى القبائل العربية في شمال إفريقيا ذات الفروع العديدة والمنتشرة في كل من مصر وبرقة. يُعتقد أن أول ذكر لبني هيب في المصادر التاريخية كان في القرن الثالث الهجري القرن العاشر الميلادي. أكثر المراحل التاريخية التي برزت فيها قبائل بني هيب هي فترة العصر الوسيط.. شكل بني هيب أساسًا وما زالوا يشكلون حتى اليوم العنصر الرئيسي للسكان في غرب مصر وبرقة. ولم يتغير ذلك الوضع كثيرًا منذ ذلك العهد حتى الوقت الحالي. تتفرع منذ عدة قرون من بني هيب قبائل وعمائر كثيرة متشعبة في كل من البلاد المصرية وإقليم برقة. يشكل أفراد هذه القبائل نسبة عالية من إجمالي السكان في مناطق تواجدهم الممتدة من غرب الإسكندرية حتى شرق طرابلس الغرب. معظم أفراد القبائل المتفرعة عن بني هيب حاليًا هم مسلمون سنيون.

## الانتشار
يقطن معظم أفراد بني هيب في إقليم برقة منذ عدة قرون، وبسبب الهجرات العديدة لقبائلهم مع مطلع القرن (9هـ - 15م.) وما بعده والتي ازدادت فيها هجراتهم إلى البلاد المصرية، فلهذا نجد لهم امتداد كبير في غرب مصر وبعض الأقاليم المجاورة ولكن بنسبة أقل. ينتشر أغلب أفراد بني هيب في الوقت الحالي في المناطق الممتدة من غرب الإسكندرية وفي معظم أرجاء برقة. وتتكتل قبائلهم في مكونات قبلية من نفس الأصل، وأجزاء من قبائلهم موزعة ومشتتة على سائر القبائل المجاورة كقبائل منضمة وحليفة، وأخرى اندثرت أو تمصّرت.
طبقًا لبعض المصادر التاريخية، تعتبر قبائل بني هيب من كبريات قبائل برقة. بينما لا توجد إحصائيات رسمية تنفي أو تؤكد ذلك لغاية الآن. حاول بعض الباحثين تأكيد ذلك عن طريق إجراء بحوث ميدانية بالإضافة إلى اعتمادهم على المصادر التي  تذكر كثرتهم في القرنين (13 - 14 م.) وبالرغم من أنها معلومات غير كافية وتفتقر للدقة؛ إلا أنها على الأقل تفيد بكثرة أعدادهم وفروع قبائلهم من ذلك الوقت. مرّت سلسلة معقدة من الأحداث والصراعات حددها التطور والنمو العددي وتصاعد النزعة الحربية لدى معظم قبائل بني هيب أدّت كلها إلى إجلاء القبائل التي كانت لها السيطرة وإزاحتها عن مواقعها حيث انتهت إلى التوزيع الحالي لمواقع القبائل في غرب مصر وفي برقة.
لبني هيب أدوار بارزة في العديد من الأحداث التي مرّت على هذه المناطق الممتدة من غرب الإسكندرية إلى غاية شرق طرابلس الغرب، وذلك عبر مراحل تاريخية متعددة، بدءًا من العهد الفاطمي ثم العهد المملوكي، يليهن العهد العثماني الأول والثاني، وكثرة الثورات التي قامت بها قبائلهم على حكومات هذه الدول المتعاقبة. مرورًا بفترة حركة المقاومة والتي تصدوا فيها للغزو الاستعماري البريطاني في غرب مصر وجحافل الغزو الإيطالي لبرقة. وصولًا لحروب التحرير الاستقلالية، ومشاركتهم في بناء دولهم.

## أصولهم
إنَّ مؤرخي شمال إفريقيا في العصر الوسيط يؤكدون بأن: بني هيب المنتشرين في مصر وبرقة. ينحدرون من قبائل الهجرة الكبرى والتي تمت في القرن الحادي عشر وهي الهجرة التي تعرف باسم الهجرة الهلالية نسبةً إلى أولى الجماعات وأكبرها التي تدفقت على هذه الأقاليم. وينسب هؤلاء المؤرخون بني هيب بالتحديد إلى: قبائل بنو سليم ويرون أنهم فرع من فروع بني بهثة.
ويذكرون أن بني سليم في ليبيا وغيرها من البلدان، جاءوا في هجرات كبيرة من مناطقهم الواقعة في غرب آسيا، وأن هجرتهم إلى شمال أفريقيا كانت على مرحلتين، فاستقروا أولاً بمصر ثم انتشروا في باقي دول شمال أفريقيا. وذلك بعد حروب وصراعات عديدة تصورهم فيها هذه المصادر بأنهم كانوا على الدوام أصحاب الغلبة على السكان المحليين، وأنهم انتزعوا هذه المساحات الشاسعة من الأراضي الممتدة من غرب الإسكندرية إلى شرق الجزائر بالقوة، ويتفق هؤلاء المؤرخون المغاربة على أن آخر هذه الهجرات كانت في أواسط المائة الخامسة للهجرة، القرن الحادي عشر للميلاد (442هـ - 1052م).
يبدو أن ذلك الاعتقاد والمبنيّ على تلك الروايات في أصول بني هيب هو الذي كان سائدًا في ذلك الوقت، فجميعهم ينقلون الروايات المتواترة التي تنقلتها الأجيال المتعاقبة، وقد أورد هذه الأنساب الكتّاب اللاحقون. يُلاحظ أن قبائل بني هيب لم تدّع أي نسب لها. وادعاء النسب هنا ليس مجرد تجميل للواجهة الاجتماعية بل كثيراً ما كان هو الآخر ذريعة لطلب الحكم أو تثبيت الأقدام في مواقع السلطة. ومحاولة لاستقطاب أكبر قدر من المؤيدين والأنصار، كما كانت تدّعي ذلك بعض القبائل في الأقاليم المجاورة.

## فروعهم
تنقسم فروع قبائل بني هيب القديمة وذلك بحسب المصادر المعاصرة لهذه التقسيمات. إلى قسمين: 1- شماخ   2-  لبيد.

### بني شماخ
وهم بطن من بطون بني هيب. فأوّل ما يلي الغرب منهم بني حميد لهم أجدابية وجهاتها وهم عديدون. كان يمرو بهم حجاج المغرب. ويصفهم ابن خلدون بأنهم قوم أغنياء كثيرو العدد لأنهم حازوا المخصب من بلاد برقة، ولم تذكر المصادر باقي فروعهم (العديدة) وما يذهب إليه البعض بأن بني شماخ هم أصل لبعض الفروع المعاصرة في برقة ما هو إلا تخليطٌ في النسب مما يحققه الباحثون وبعض العوام.

### بني  لبيد
وهي إحدى أكبر قبائل الهيب، حيثُ إن لها أفخاذ عديدة ومتسعة، فهم خلق كثير لا يكادون يحصون، وهم يقولون أن بطونها كلها من ثلاثة أخوة (لبيد، وحديد، وزبيد) فغلب اسم لبيد على الجميع فسموا به. وقد ذكرهم ابن خلدون في أواخر القرن الـ8 هـ. في تاريخه فقال: "ومن بطون الهيب ببرقة بني لبيد وهم بطون عديدة". وقد ذكر منهم ببرقة وغرب مصر "بني سلام وبني عزاز بن كعب بن لبيد بن هيب". وفي موضع آخر يذكر أن:" بني عزاز هم المعروفين بالعزة". وقد ذكر العمرى قبل ذلك وبالتحديد مع مطلع القرن الـ8 هـ. العزة فقال: "ومن جملة هؤلاء العزة، الجعافرة، والبداري، والسهاونة، والجلدة، وأولاد أحمد". وقد نقل عنه المقريزي بعد ذلك وبالتحديد في منتصف القرن الـ9 هـ. لكنه صحف العزة؛ فصارت عندهُ "المعزة". لا يُعوَّل عليه، كما يذكر ذلك عنه السخاوي، وهو أحد تلاميذه، لعدم إتقانه فيما يرويه عن المتقدمين، ولاتهامه بتبييض (سرقة) مؤلفات ونصوص غيره، وكان ينسبها لنفسه على عِدّته.ولكونه كان ينقل عمن لا يوثق به، حتى فعل ذلك في نسبه، حيث كان المقريزي يدّعي نسبه إلى آل البيت. فالمقريزي وأهله كانوا يرفعون في نسبهم إلى علي بن أبي طالب من طريق الحكام الفاطميين. و بحسب ابن كثير وغيره فأن: نسب المقريزي وأهله يكون من: اليهود الأدعياء. فلا يُعوَّل عليه في الأنساب كثيراً. ويذكر أن: "بني محارب هم أيضًا من بني لبيد". وقد ذكر القلقشندي أن: "لبني لبيد أفخاذ عديدة قد هاجرت لمصر سنة 818هـ. وذكر منهم عدة افخاذ على خبر مخبرين منغيرهم، وهم: أولاد حرام، والحوتة، والبِشَرة، والبلابيس، والجواشنة، والحدادة، والبركات، والدُّروع، والرفيعات، والزارزير، والسوالم، والسبوت، والشراعبة، والصريرات، والعواكلة، وأولاد سلمان، والعلاونة، وهم غير الذين في ذباب، والموالك، والنبلة، والندوة، والنوافلة، والرعاقبة، والبواجنة، والقنائص، وقطاب". وكانت بين لبيد وشماخ حروب وفتن. وكان لبني عزاز الرئاسة على كلتا القبيلتين وهم المعروفون بالعزة. قال الحمداني أن: مساكنهم ببرقة مما يلي المغرب ومما يلي مصر، قال: وفيهم الأبطال الأنجاد، والخيل الجياد، قال في العبر: وقد استولوا على اقليم طويل متسع الأطراف قد خربوا مدنه ولم يتركوا بها ولاية ولا إمارة إلا لمشائخهم، قال في مسالك الأبصار: والإمارة فيهم في بني عزاز. وقبائل بني هيب هم أسلاف لقبائل السعادي وبعض قبائل حلف المرابطين، وغيرهم من القبائل المنتشرة في مصر وبرقة.

## جيناتهم
```
       
[بني سليم]

           
|
   
       
[بني هيب]

           
|

تحورهم:J-FGC1/J-FGC43122

        
[
26
]
|
[
27
]

  
[غرب مـصـر - وبرقة]

           
|

  
|----------------| 

[بني لبيد]      [بني شماخ]
                        
  
|                |

  
|
                
|
          
  
|
            
[بني حميد]
                                          
  
|
  
  
|---------|
      
           
[
17
]

  
|---------|-------|

[لبيد] [بني حديد]  [زبيد]
 
  
|        |
                  
  
|        |
  
  
|
   
[بني محارب]
                                 
  
|

  
|

  
|
  
|-
كعب
-
عزاز
-
السعادي

  
| -|

  
|--|-
بعض قبائل المرابطين

    
-|
  
     
|-[قبائل أندثرت أو تمصًرت]
```

## قبائلهم
- العبيدات
- الدرسة
- أولاد حمد
- الحاسة
- فايد
- أولاد علي
- السنينات
- الفوائد
- العرفة
- العبيد
- العواقير
- المغاربة
- العريبات
- الجلالات
- المجابرة
- الجوازي
- الحدادة
- البركات
- الشبالة
- العواكلة
- أولاد سلمان
- العلاونة
- النبلة
- الندوة
- النوافلة
- الدروع
- أولاد سلام.[28]
- أولاد حرام
- الحوتة
- البِشَرة
- البلابيس
- الجواشنة
- الرفيعات
- الزارزير
- السوالم
- السبوت
- القطاب
- القناص
- الشراعبة
- الصريرات
- الموالك
- الرعاقبة
- البواجنة.[29]
- الجبابرة
- غزيَّة
- الدرابسة
- الشوادي.[30]

في العهد الفاطمي: (358 - 566 هـ - 969 - 1171م)
يتفق المؤرخون على أن العامل المباشر الذي أدّى إلى أن تجتاز قبائل بني هيب وباقي سليم والقبائل الهلالية نهر النيل غرباً إلى برقة وإفريقية، في سنة (442هـ - 1052م) هو سخط الدولة الفاطمية على الزيريون نوابهم على أفريقية، وذلك حينما قطع الزيريون الدعوة للفاطميين وتحوّلوا بها للعباسيين. فتحركت هذه القبائل مغرّبة بإيعاز من الفاطميين، فنزلت هذه القبائل برقة وافتتحت أمصارها واستباحوها، فأقم بنو هيب بها، وسار باقي بني سليم وحلفاؤهم وبني هلال إلى إفريقية كالجراد المنتشر لا يمرون بشئ إلا أتوا عليه.
فعلى الرغم من أن بني هيب قد استوطنوا برقة بمباركة الفاطميين، وهي بالتالي كانت تحت تبعيتهم إلا أنها كانت تبعية اسمية، وذلك ما نستشفه من خلال المصادر التي تطرقت إلى بعض الأحداث في غرب مصر وبرقة.
لم يقم بني هيب بتكوين كيانات سياسية في مناطق انتشارهم، لتمسّكهم بطابع حياتهم البدوي والرعوي، فعاشوا في تجمعات قبلية رعوية تقوم على رعي الماشية، وزراعة بعض المحاصيل التي تعتمد على مياه الأمطار، كما هيمنوا على القبائل التي كانت ببرقة منذ عصور الفتوحات.
في العهد الأيوبي: (569 - 648 هـ - 1174 - 1250م)
استطاع صلاح الدين أن يوحد الجبهة الإسلامية في دولة واحدة من برقة غرباً حتى الموصل شرقاً، وقد قام بتوجيه حملة إلى برقة اختلفت الآراء عن أسباب توجيهها، فهناك من يرى بأن الحملة كانت تهدف إلى توسيع وحماية الحدود الغربية لمصر، وهناك من يرى بأن هذه الحملة التي قادها قراقوش كان سبابها الرئيسي اقتصادياً بالدراجة الأولى، وبالرغم من أهمية هذا العامل إلا أنه يعد ثانوياً؛ لأن حماية حدود الدولة الغربية الأيوبية هو العامل الرئيسي في إرسال هذه الحملة.
حتى بعد وفاة صلاح الدين سنة (589هـ - 1193م) ظل إقليم برقة تابعاً للأيوبيين، الذين حرصوا على أن تكون برقة تحت تبعيتهم تأميناً لدولتهم في مصر من تطلعات الموحدين التوسعية، فقد كانت برقة في تلك الفترة مجالاً لبني هيب، ليست للموحدين أية سيطرة عليها، وقد استمال بنوغانية بعضاً من أهلها في حروبهم ضد الموحدين. ولا تمدنا المصادر التاريخية بتفاصيل عن الكيفية التي حكم بها الأيوبيون برقة، وربما يرجع ذلك إلى أنهم قد تركوا لأعراب من بني هيب تسير ذلك.
في العهد المملوكي: (648 - 923 هـ - 1250 - 1517م)
كان من الطبيعي أن تظل تبعية برقة لمصر، التي استمرت حتى نهاية الدولة الأيوبية ودولة المماليك بعد ذلك، وبالتالي فأن قبائل بني هيب في مصر وبرقة كانوا جميعهم تحت حكم دولة المماليك.
تشير المصادر التاريخية إلى أن أول اتصال لدولة المماليك بإقليم برقة كان في سنة (662هـ - 1263م) وذلك عندما كلف السلطان بيبرس أحد مشايخ بني هيب ويدعى عطاء الله بن عزاز بجباية الماشية والزرع.
ظلت برقة تحت التبعية المملوكية خلال القرن الثامن الهجري/ الرابع عشر الميلادي، وتعد فترة حكم السلطان الناصر قلاوون الثالثة (709 - 741هـ / 1309 - 1340م) هي أكثر الفترات في تاريخ برقة توافراً في المعلومات حول علاقة بنو هيب بدولة المماليك، ولا سيما فيما يخص إرسال التجاريد لجباية زكاة الأغنام والثمار.
فقد ارسل السلطان الناصر قلاوون في سنة (719هـ - 1319م) تجريدة عسكرية يقودها الأمير سيف الدين أيتمش المحمدي يقود جيشاً من أجناد الحلقة، وعدد من عربان البحيرة يقودهم فائد وسليمان من بني مقدم، ضد جعفر بن عمر أمير الجعافرة وهم من جملة بطون بني عزاز المعروفين بالعزة من بني كعب بن لبيد من بني هيب بن بهثة بن سليم. فما زالا هؤلاء الأمراء يوغرون صدر السلطان عليه، حتى قام بإرسال هذه الحملة بحجة أن جعفر بن عمر كان يغير على أعراب برقة الداخلين تحت طاعة الناصر، كما أنه كان يمتنع عن إرسال الزكاة.
وفي ذلك يقول القلقشندي : "لإنه كان لا يزال بين طاعة وعصيان، ومخاشنة وليان؛ وأن أمراء عرب البحيرة كانت تغري به، وتغيّر خاطر السلطان عليه، وأنّ الجيوش كانت تمتدّ إليه، وقلّ أن ظفرت منه بطائل، أو رجعت بمغنم إن أصابته نوبة من الدّهر. وكان آخر أمره أنه ركب طريق الواحات، حتّى خرج من الفيّوم، وطرق باب السلطان لائذا بالعفو، ولم يسبق به خبر، ولم يعلم السلطان به حتّى استأذن المستأذن عليه وهو في جملة الوقوف بالباب؛ فأكرم أتمّ الكرامة، وشرّف بأجل التشاريف، وأقام مدّة في قرى الإحسان وإحسان القرى. وأهله لا يعلمون بما جرى، ولا يعرفون أين يمّم، ولا أيّ جهة نحا، حتّى أتتهم وافدات البشائر. وقال له السلطان: لأيّ شيء ما أعلمت أهلك بقصدك إلينا؟ قال: خفت أن يقولوا: يفتك بك السلطان، فأتثبّط. فاستحسن قوله، وأفاض عليه طوله؛ ثم أعيد إلى، أهله، فانقلب بنعمة من الله وفضل لم يمسسه سوء، ولا رثى له صاحب، ولا شمت به عدوّ".
وتوالت الحملات المجردة إلى برقة في عصر الناصر بن قلاون (720 - 726 هـ - 1320 - 1325م) التي كان يقودها أمراء المماليك لجباية زكاة الغنم والماشية والزروع. ويبدو أن الأمراء المقتطعين كانوا لا يقيمون بها. إنما يتوجهون إليها في أوقات معينة لجباية، ثم أقطعت في أغلب الأوقات لعربان مصر. فقد كان الأمير فايد بن مقدم هو المقدم على عربان برقة في عهد الناصر. بينما تولى زعامة برقة مع منتصف القرن الثامن الهجري الذؤيب من بني جعفر الجعافرة من بني عزاز والمعروفين بالعزة من بني كعب بن لبيد من الهيب من بني سليم، وقد تحيفوا برقة غارات وسلب. .. ومع ذلك إلا أن ركاب الحج من المغرب كانوا يحمدون مسالمتهم في ممرهم وحسن نيتهم في التجافي عن حجاج بيت الله ورافادهم بجلب الأقوات لسربهم وحسن الظن بهم. وذكر المقريزي أنه من عام (747 هـ - 1346م) مات الأمير فايد بن عزاز في الأيام الكاملية بعد أن خالف عليه أهله وأقاربه في برقة.
وتغفل المصادر المتيسرة لدينا امر برقة بقية القرن الثامن، ولكن يُفهم من حديث ابن خلدون أن بني عزاز والمعروفين بالعزة كانوا أصحاب النفوذ فيها، يتولى الأمراء منهم الإشراف على قسم كبير من مدنها وبواديها ولم تتتقلص زعامتهم إلا في النصف الثاني من القرن الثامن حين آلت الزعامة إلى عريف بن عمرو - وكان في ما يقوله القلقشندي «عبداً صالحاً» ثم خلفه في ذلك ابنه عمرو «وهو مستمر فيها إلى الآن - يعني عصر القلقشندي والمتوفى سنة 821هـ».
كما استغلت دولة المماليك عرب البحيرة في قمع تمرد قبائل برقة في بعض الأحيان، كذلك أستعانت ببني هيب من أجل تأديب أعراب البحيرة، ففي سنة (818 هـ - 1416م) وجه السلطان حملة عسكرية إلى منطقة البحيرة استولت على كثير من الجمال والغنم والبقر والخيل، ثم كتب إلى قبائل بني لبيد من بني هيب الذين ببرقة بنزول للبحيرة وقتال أهلها. وقد ضعفت سيطرة المماليك على برقة في أواخر عصر دولة المماليك الجراكسة فمتنع أهلها عن الطاعة ولم تجد الحملات التي كان يرسلها السلاطين الجراكسة في جعلهم يؤدون ما عليهم بانتظام.
في العهد العثماني الأول والثاني: ( 958 - 1280هـ - 1551–1864م)
إن إقليم برقة كان تابعاً لدولة المماليك في مصر، ولكن هذه التبعية تقلصت في أواخر عهد المماليك فصارت تبعية اسمية فلم يكن لها أي مظهر فعلي فقد بدأت دولة المماليك في الضعف والانهيار بدرجة مكنت القبائل في برقة بما في ذلك قبائل بني هيب من أن تعيش حياة حرة لا سلطان عليها إلا سلطان شيوخها.
إن مجيئ العثمانيين إلى شمال أفريقيا بعد أن تم لهم الاستيلاء على مصر سنة 1517م. من يد المماليك فوروثوا امبراطوريتهم بما في ذلك برقة التي كانت تقطنها نصف قبائل بني هيب.
سيطر بني هيب على بعض المناطق في برقة واستطاعوا تأسيس بعض التجمعات الحضرية التي نشأت في القرن التاسع الهجري/ أواخر القرن الخامس عشر الميلادي حيث تمتعت مناطقهم مثل درنة بأرض خصبة، وتوفرت فيها مياه عذبة تنحدر إليها من جهة الجنوب من احدى العيون. فاستقرت قبيلة أولاد علي السعادي بالبادية التي تقع بالقرب من درنة، وقد رغبوا في استغلال الأراضي الخصبة في درنة، وتصادف ذلك مع قدوم قافلة من الحجيج الأندلسي إلى درنة فعرض عليهم شيخ أولاد علي أبو هندي البقاء والاستيطان بدرنة، على أن يستغلوا الأراضي الزراعية مقابل أن يتملكوا ثلث أراضي درنة، فوافقوا واستقدموا أسرهم سنة (894 هـ - 1488م) "ولم يزالوا بها إلى أن بطروا، فأنشبوا الحرب بينهم وبين أمير طرابلس فأخرجهم منها بعد وقعة قتل فيها مئون من أشرافهم، وقد صارت في طاعته، وفيها عامله المستولي عليها. وعلى عرب الجبل الحاج محمود". وهذه الوقائع هي ما يسميها العامة بتجريدة حبيب. وفي الحقيقة ما هي إلا حملة تأديبية لجيش ولاة طرابلس الغرب على سكان هذه المناطق. كما شهدت مدينة بنغازي قدوم هجرات بشرية جديدة من إقليم طرابلس تمثلت في عديد من العائلات من تاجوراء وزليطن ومسلاته ومصراتة، ويرجع قدومهم إلى مدينة بنغازي إلى بداية القرن التاسع الهجري.
وفي الجبل الأخضر كانت القبائل المنحدرة من بني هيب مثل قبائل السعادي و أولاد سلام (السلالمة) يسببون المتاعب للحاج محمود عامل عثمان باشا والى طرابلس الغرب وذلك في سنة (1080هـ  -1670م). وفي عهد حاكم طرابلس محمد الإمام كانت فروع من قبائل السعادي من جبارنة وبراغيث وحرابي وأولادعلي يشاركون في قمع حركة التمرد التي كان يقودها منصور بن خليفة سنة ( 1108هـ - 1696م).
في عام 1798م ساهم فرسان من أولاد علي مع عربان البحيرة في صد قوات نابليون بونابرت الفرنسية بالاشتراك مع المماليك والأتراك العثمانيين. فسقط مئات الفرسان من عربان هذه القبائل.
ومع مطلع القرن التاسع عشر( 1182هـ -1804م) كانت برقة تحت حكم الأسرة القرمانلية، وفي هذه الفترة عمت الفوضى والحروب الأهلية في كافة البلاد شرقًا وغربًا، وذلك بسبب إنشغال جيوش الباشا يوسف بالحرب الخارجية ضد امريكا وحلفاؤها. وعندما لم يتمكن الأمريكان وحلفائهم في حربهم التي فقدوا فيها اثنين من سفنهم من احتلال طرابلس، فتحالفوا مع أحمد باشا القرمانلي والذي كانت تنصره قبيلة الجوازي. فاحتلوا درنة وحاصروا مدينة بنغازي بمساعدة السفن الأمريكية. وهي ما تسمى بحرب السنوات الأربع. فخشى يوسف باشا مغبة ذلك، فسارع إلى مصالحة الأمريكان بواسطة القنصل الإنجليزي في طرابلس، فنسحب الأمريكان بحسب نصوص الاتفاق، فتفرغ عندها الباشا لإخماد التمرد الذي كان في برقة، حيث أطلق حملات متتالية استمرت لعقدين من الزمن. فأسفرت هذه الحملات عن القضاء على عدد كبير من أتباع أحمد باشا، كما ارتُكبت مجزرة مروعة بحق شيوخ الجوازي الذين قدموا بنيّة الصلح. وللحصول على البشوية، فوقعت مجزرة عُرفت بمذبحة الجوازي، مما دفع أغلب أفراد القبيلة إلى الفرار نحو مصر.
وفي ذات الفترة وقعت حرب قادها العواقير والمغاربة والعريبات: يدعمهم البراعصة والحرابي، ومن قبائل حلف المرابطين كل من قبيلة زوية والقبائل والفواخر، ضد قبائل الغرب الشهيرة  بحرب (علم زغبة) بين القطفية والبريقة في عام ( 1227هـ  -1812م). نتج عنها الانسحاب النهائي لقبائل الغرب إلى مقطع الكبريت فزدات رقعة البراغيث السعادي غرباً.
وفي منتصف القرن التاسع عشر للميلاد شاركت فروع من أولاد سلام (السلالمة ) لفتح بلاد الشام ومن هذه القبيلة إيضا فرسان تطوعوا في جيش إبراهيم باشا المصري (1248 هـ - 1832م) والذي ضم الشام للدولة المصرية.
وطيلة السنوات الممتدة من سنة ( 1873م - 1894م) كان المغاربة والعواقير والعبيدات ممن شقا عصا الطاعة من القبائل على الحكومة العثمانية، وسبب ذلك لرفض هذه القبائل دفع الأتاوات و لكثرة التجاوزات التي كان يقوم بها الولاة العثمانيون.
في فترة الاحتلال البريطاني والإيطالي لمصر وبرقة: ( 1882 - 1952م - 1911 - 1943م)
حينما دارت رحى المعارك في مطلع القرن العشرين على أرض مصر ضد الاستعمار الإنجليزي  شاركت فروع من قبائل بني هيب في عدة معارك منها وادي ماجد والعقاقير وبئر بو تونس ووادي المقتلة ومعركة بقبق شرق السلوم. أما عن فروع قبائل بني هيب في برقة، يذكر الأمير شكيب أرسلان: أن أكثر عرب برقة والجبل الأخضر، هم من بني سليم بن منصور، وهم الذين ابتُلوا بالطليان في ذلك العهد، ولم يزالوا يجاهدون عن دينهم ووطنهم طيلة عشرين سنة.
حتى لقد كان الإيطاليون، على حد تعبيرهم، يقاتلون شعباً وأمة لا جيشاً أو جماعة. وقد قال غرازياني:" إن كل برقاوي كان ثائراً". ويقول بيايوياتشي :"لم يكن ثمة في الواقع خاضع وثائر، لأن جميع سكان برقة كانوا تحت نفوذ قادة الثورة. فكان الجميع وحدة شعبية سياسية مالية، تقف في صف واحد لتمكن القوة المقاتلة من الصمود.
ومن أسماء القادة والقبائل التي شاركت في التصدي ومقاومة الغزو الإيطالي كل من: صالح لطيوش يقود دور قبيلة المغاربة في جهات أجدابيا، وأبو القاسم وعبد الحميد العبار والكزة على رأس العواقير في جهات الأبيار والرجمة وبنينة، وقبيلة العبيد يقودهم عمر المختار في المرج وما حولها، وحسين الجويفي وجماعته من البراعصة في الزاوية البيضاء والفايدية وسلنطة، وقطيط بو موسى قاد دور الحسا وعسكروا قبالة خولان وأدوار قبيلة العبيدات بقيادة رؤساء ومشايخ قبيلة العبيدات، والدرسا بقيادة التواتي وادوار العريبات والعرفا والحوتة والجرارة ودور قبيلة فايد. فكل هذه القبائل شاركت في مقاومة الطليان بطرابلس وبرقة، ولها دور في هذه المرحلة من التاريخ.